# Йон Римару
Йон Римару (рум. Ion Rîmaru) — румунський серійний вбивця, засуджений до смерті та страчений. Він тероризував Бухарест протягом 1970-1971 років, коли був студентом, вчинивши чотири вбивства, кілька зґвалтувань і замахів на вбивство.
У 1971 році чотирьох жінок убила особа, яка десятиліттями залишалася невідомою. Автор цих злочинів був ідентифікований через кілька десятиліть криміналістом Костянтином Тураєм як Флоря Римару, батько Йона Римару. Згідно з версією, опублікованою в пресі, він нібито був убитий у 1972 році Секурітате, через рік після страти його сина, коли його скинули з поїзда.
Журналіст Ден Одагіу опублікував 29 жовтня 1995 року репортаж із рідного міста Йона Римару. Він виявив, що всі, хто носили це ім'я, змінили його, тому що румуни були в жаху, коли чули це. Журналістка також стверджувала, що в місті Ізбічень, на березі річки Олт, де народився і деякий час жив Римару, зафіксовано кілька жахливих злочинів, скоєних чоловіками, які калічили, а потім вбивали жінок, як правило, своїх дружин.

## Суперечки
Після того, як його спіймали, Йон Римару заявив, що він не був автором злочинів і що, насправді, винним був його батько, Флоря Римару. Його батько вбив чотирьох або більше жінок між 1944–1945 роками, дотримуючись способу дії, подібного до Йона.
Після вбивства Олександри Мечешану та Луїзи Меленку румунський тележурналіст Овідіу Заре оприлюднив інформацію про те, що Георге Дінке, головний підозрюваний, був пов’язаний з Йоном Римару, оскільки його сім’я змінила прізвище на Дінке після вбивств. Брат Йона Римару, Телу Римару, спростував інформацію і заявив, що подасть до суду на Заре.

## Зовнішні посилання
- ТАЄМНИЦІ БУХАРЕСТА. Свідчення про переслідування Римару, студента, який убив трьох блондинок і катував десять інших брюнеток, 10 жовтня 2010 р., Марія Апостол, Каталіна Служітору, Правда
- ВИЖИЛИ Свідчення продавщиці, яка врятувалася від смерті, після того, як серійний вбивця Йон Римару тричі вдарив її сокирою по голові!, 29 березня 2011, Марія Апостол, Правда
- Психіатричний профіль злочинця Римару : садизм, вампіризм, канібалізм, фетишизм і сексуальні відхилення, 24 серпня 2011, Ліліана Нестасе, Йонель Стойка, Правда
- Згадаймо: Йон Римару, вампір із Бухареста, 14 серпня 2010 р., Лауренціу Долога, Ziare.com
- Йон Римару - Історія серійного вбивці - PAV 2011, 8 квітня 2011, iuiu600, YouTube